# Poxdorf (Königsfeld)

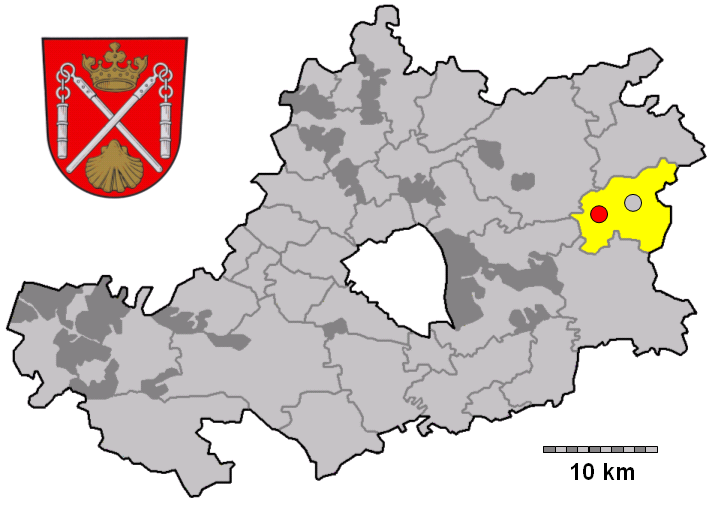
Lage im Landkreis Bamberg und in der Gemeinde Königsfeld

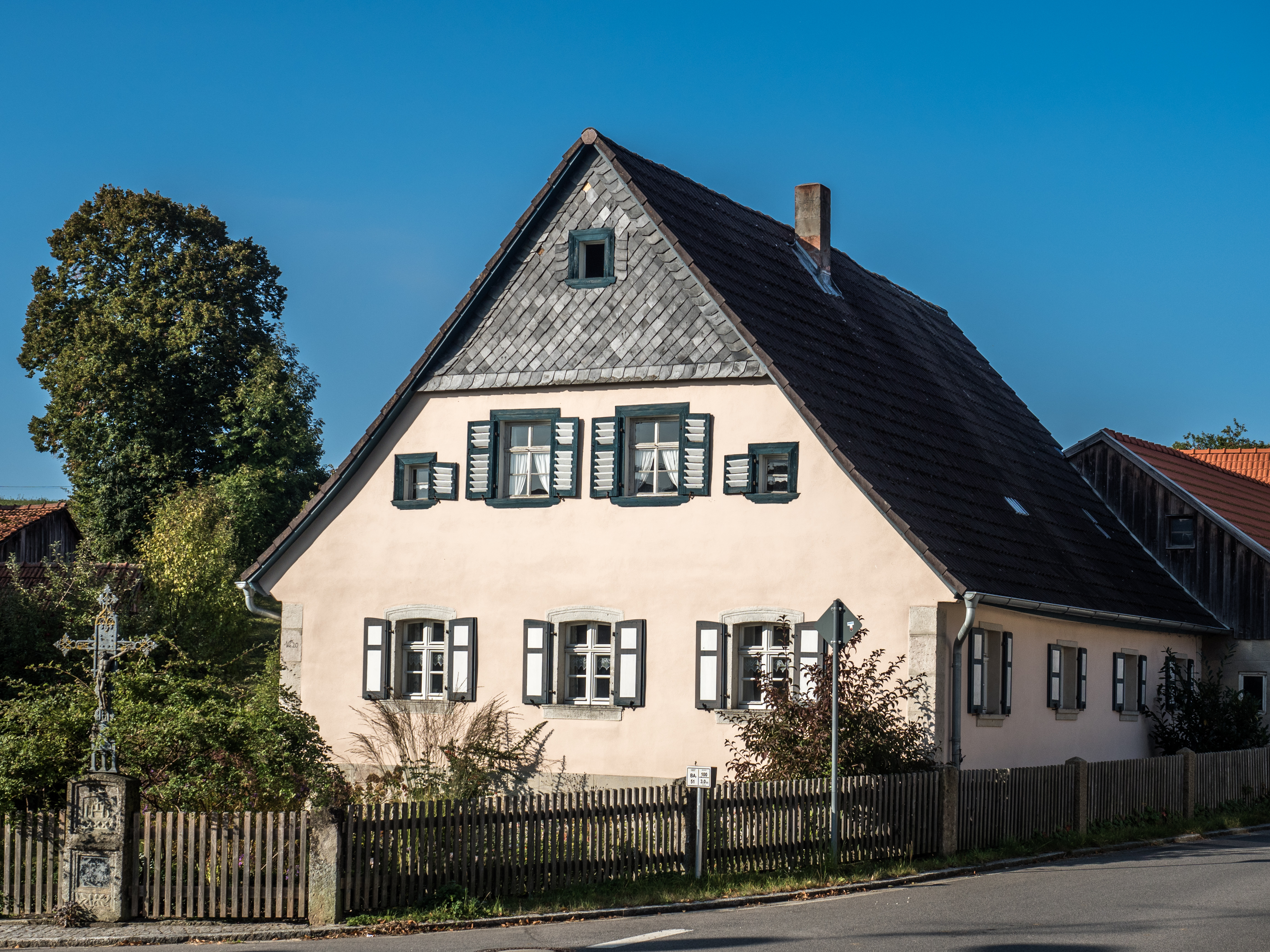
Denkmalgeschütztes Wohnstallhaus, um 1800

Das Dorf Poxdorf ist ein Gemeindeteil der Gemeinde Königsfeld im oberfränkischen Landkreis Bamberg in Bayern.

## Geschichte
Die Herkunft des Ortsnamens „Poxdorf“ ist nicht eindeutig bestimmbar, er könnte sowohl slawische, als auch frühmittelalterliche Ursprünge haben. Die erste urkundliche Erwähnung des Ortsnamens war dann im Jahr 1308. Kurz vor dem Ende des Heiligen Römischen Reiches verfügten noch mehrere weltliche und geistliche Herrschaften über Besitzanteile in Poxdorf, wie etwa die Grafen von Giech, das Rittergut Schönfeld sowie das Domkapitel Bamberg und das Dominikanerinnenkloster Heilig Grab vom Hochstift Bamberg. Als kurz danach 1806 das Königreich Bayern gegründet wurde, gehörte auch Poxdorf dazu.
Während des Zweiten Weltkriegs wurde Poxdorf im März 1944 nur knapp vor schweren Kriegszerstörungen verschont, als ein vollbeladenes Bombenflugzeug nur wenig außerhalb des Dorfes aufschlug. Dessen Besatzung hatte den angeschossenen Bomber noch rechtzeitig vor dem Absturz verlassen können, so dass die Maschine führerlos war. Das Flugzeug hatte zu einer britischen Bomberflotte gehört, deren Angriffsziel in dieser Nacht die Stadt Nürnberg gewesen war.
Poxdorf bildete mit dem Nachbardorf Laibarös die Gemeinde Poxdorf im Landkreis Ebermannstadt, die am 1. April 1971 in die Gemeinde Königsfeld eingegliedert wurde.
Poxdorf hatte eine eigene einklassige Zwergschule, die allerdings nur von Schulkindern aus Poxdorf besucht wurde. 1969 wurde sie in die Verbandsschule Königsfeld eingegliedert und hatte nur noch eine einzige Klasse, bevor sie einige Jahre später ganz geschlossen wurde.

## Kapelle
Die katholische Dorfkapelle mit ihren bemerkenswerten Glasfenstern aus den 1960er-Jahren ist den Heiligen Peter und Paul geweiht, deren Patrozinium am 29. Juni gefeiert wird. 
Der Bau der Kirche wurde im Jahr 1911 begonnen und 1927 fertiggestellt. Im Osten schließt sich der Chorturm an. In der Chorstirnwand befindet sich ein großes Steinmosaik mit dem auferstandenen Christus. Der Türsturz des Portals trägt ein Wappen mit den Symbolen der christlichen Haupttugenden Glaube, Hoffnung und Liebe. Die Fassade des Langhauses ist durch farbige Betonglasfenster gegliedert. Bei dieser Technik werden dicke farbige Glasbrocken mit Beton verbunden. Diese Arbeiten stammen von dem 1920 in Staffelstein geborenen Hubert Weber.
Die Glasfenster der linken Seite enthalten die Symbole der Eucharistie: Kelch, Pelikan und Weizenähren. Die gegenüberliegenden Fenster tragen die Symbole des Kirchenpatrons, des heiligen Petrus: Hahn, Schlüssel, Schwert und Ohr.

## Baudenkmäler
Sogenannte „Lesesteinmauern“ (langgestreckte Trockenmauern und Wälle) im Flurgebiet „Kleine Kulm“, die katholische Kapelle „St. Petrus und Paulus“, ein Wohnstallhaus und ein Kruzifix im westlichen Ortsgebiet sind Baudenkmäler.

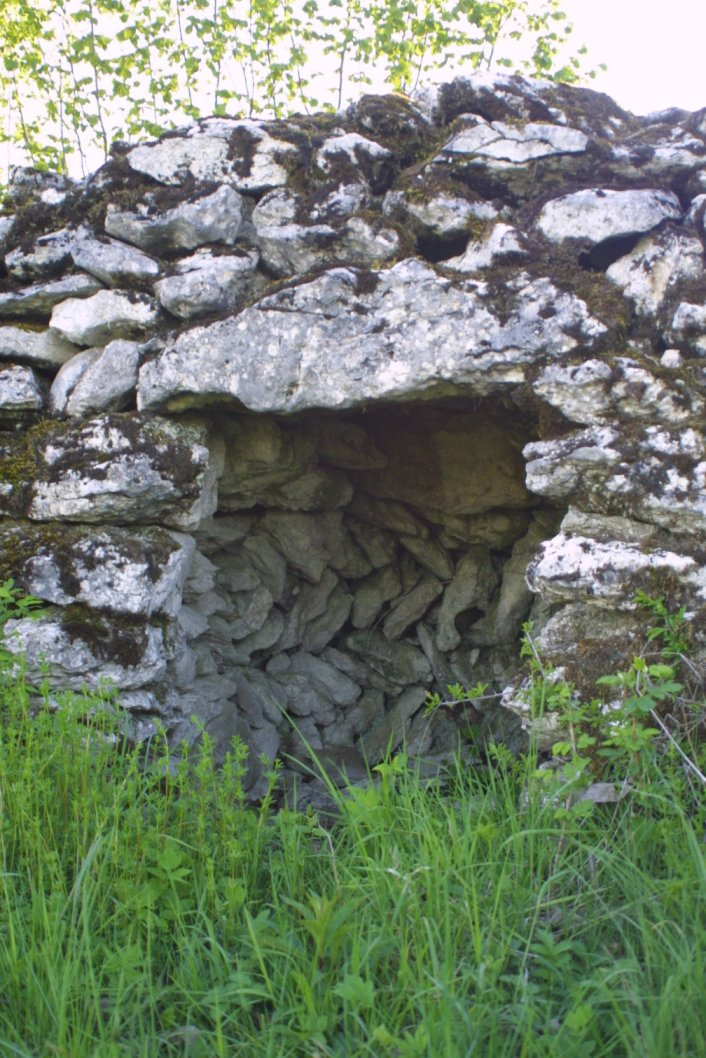
Lesestein-Unterschlupf in der Poxdorfer Flur
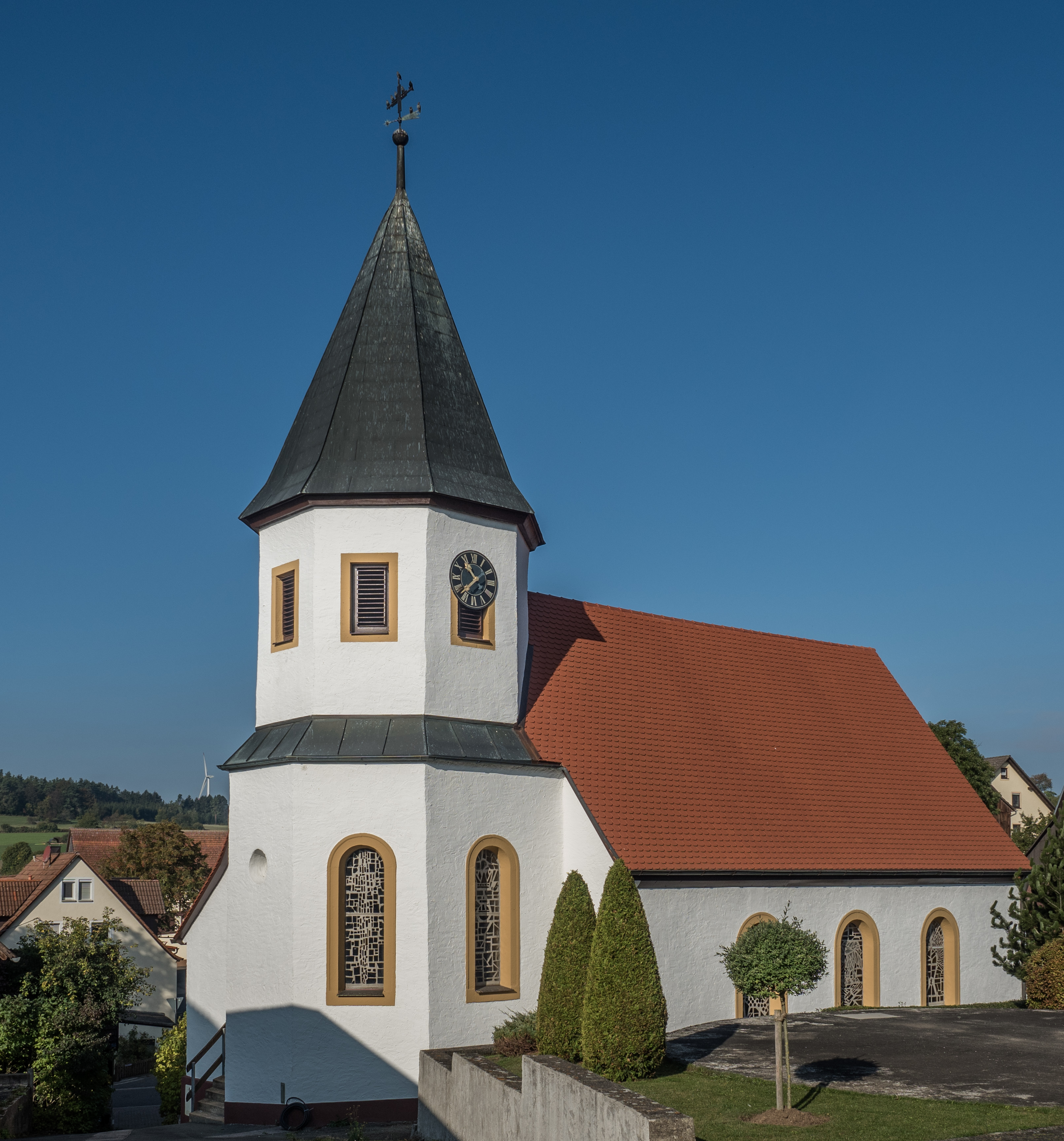
Die katholische Kapelle „St. Petrus und Paulus“